# Stutterfly
Stutterfly was een post-hardcoreband die in 1998 werd opgericht, aanvankelijk met de naam Uncle Ed's Private Jet. In februari 2007, veranderde de band de naam in Secret and Whisper vanwege een vervanging van de zanger van de band en de verandering in muziekstijl.
De band begon in Kelowna, Canada, met 4 leden : Chris Stickney (zang), Jordan Chase (bass, zang), Bradyn Byron (gitaar, zang), en Craig Langerud (drums). In 2003 werd gitarist Jason Ciolli lid van de band, en in het volgende jaar nam Ryan Loerke de drums over. In 2006 verliet zanger Chris Stickney de band, om vervangen te worden door Charles Furney, die een andere band verlaten had.

## Geschiedenis
Stutterfly's demo, Hollow, verkocht meer dan 3.000 kopieën bij de shows zelf. Broken in Pieces, het eerste volledige album, werd uitgebracht in 2002 en later heruitgebracht op het eigen label, The Elysien Project.
In samenwerking met producer Ulrich Wild, bracht de band op 21 juni 2005 And We Are Bled of Color uit, dat nieuwe versies van songs van Broken in Pieces... bevatte. Voor de tracks "Gun in Hand" en "Fire Whispers" werden er muziekvideo's geproduceerd.
Niet al te lange tijd na het uitbrengen van And We Are Bled of Color, raakte Stutterfly zijn label kwijt. In augustus 2006 vertrok ook zanger Chris Stickney, Charles Furney, afkomstig uit thebleedingalarm, kwam als vervanging voor Chris Stickney.
Met de nieuwe zanger kwam een verandering in stijl en de beslissing om de naam van de band te veranderen in Secret and Whisper.

## Discografie
| Jaar | Titel                    | Type        |
| ---- | ------------------------ | ----------- |
| 2000 | Hollow                   | Demo tape   |
| 2002 | Broken in Pieces         | Studioalbum |
| 2005 | And We Are Bled of Color | Studioalbum |